# 前进！奇诺比奥队长
《前进！奇诺比奥队长》是任天堂东京制作部（任天堂情報開發本部）与1-UP工作室共同开发，任天堂在Wii U、任天堂Switch和任天堂3DS平台上发行的动作益智游戏。游戏是马里奥系列的衍生作品，改编自《超级马里奥3D世界》中的一个小游戏。游戏最早在E3 2014的任天堂数字展公布，Wii U于2014年11月在日本首发，2014年12月在北美和英国发行，2015年1月在欧洲和澳洲发行。游戏支持Amiibo玩偶，特别是奇诺比奥的玩偶。2018年3月8日，任天堂宣布游戏将移植到任天堂Switch和任天堂3DS上，游戏在两个平台上也有其独占的游戏要素。

## 故事
遊戲講述了奇諾比奥隊長和奇諾比珂兩人渡過重重困難，成功取得力量之星（Power Star）的探險故事。

## 登場角色
奇諾比奧（Toad 或 Kinopio）
蘑菇王國的一員，碧姫公主忠實的臣子。特徵是頂著紅色圓點的蘑菇帽，經常協助瑪利歐等人，族內有許多與其外貌相同的族人。奇諾比珂的好拍檔。
奇諾比珂（Toadette 或 Kinopiko）
蘑菇王國的一員，碧姫公主的侍女，性格甜美的少女，奇諾比奧的好拍檔，在《新超級瑪利歐兄弟U 豪华版》可變身成奇諾比姬公主。

## 遊戲玩法
《奇諾比奧隊長》使玩家在充滿各式各樣機關、有如縮尺模型的關卡中冒險犯難。玩家可透過旋轉箱庭的視角、觸控螢幕改變地形等操作來尋找寶藏。奇諾比奧隊長也曾在《超級瑪利歐 奧德賽》登場，因此於本作中，新版本的NS版及3DS版也追加了收錄都市國「紐頓市」等《超級瑪利歐 奧德賽》的縮小版關卡。
本作總分為三大章節。在第一和二章中，玩家仅能单独操控奇諾比奧和奇諾比珂进行探险。但在第三章中，可交互操控兩人進行探險。

## 擴充內容
2019年2月14日任天堂直面會公佈新內容(奇諾比奧隊長特別篇)，即日更新Switch版本不仅增加可同時操控奇诺比珂等双人游戏模式，还提供了(3月14日追加)包含更多新关卡的付费下载内容，均為Switch版本的專屬內容。 於2019年7月30日追加LABO VR支援，並更新部份針對LABO VR的特製關卡。

## 開發
早在《超级玛利欧3D世界》的開發歷程前，任天堂公司創造了種類眾多，形式多樣的小遊戲。同時這也為開發本作埋下伏筆。
在本作中，玩家之所以無法操控角色進行跳躍這一動作，是因為遊戲在開發過程中，團隊沿用了《超級馬里奧銀河》奇諾比奧因背包過於沈重而不能跳躍這一角色設定。所以，團隊在開發過程中移除了跳躍這一互動設定。同時開始著手使用規模較小且形式多樣的日本箱庭進行場景設計。
遊戲在開發時，得到了1-UP工作室的協助。

## 評價
2014年，遊戲被GameTrailers提名為「年度最佳益智/冒險」和「最佳Wii U獨佔遊戲」獎項。
IGN則將其評為2014年「年度最佳益智遊戲獎」和「粉絲精選獎」，同時也被提名為「年度最佳Wii U遊戲」獎項。[30]
2018年，遊戲的Nintendo 3DS和Nintendo Switch的版本被評為「年度最佳任天堂遊戲」和「金搖桿」獎項。

## 銷售
游戏在美国发售首月时售出了約250,000份。
2015 年 6月底，则在日本售出約155,000份。
截至2022年12月31日，游戏已在Nintendo Switch平台上售出超過235萬份，超過其Wii U版本。